# Samoa i olympiska spelen
Samoa medverkade i olympiska spelen första gången 1984 i Los Angeles. De har därefter medverkat i samtliga olympiska sommarspel. De har aldrig medverkat i de olympiska vinterspelen.
Samoa tilldelades retroaktivt sin första medalj i damernas +75-kilosklass i tyngdlyftning vid olympiska sommarspelen 2008. Olha Korobka från Ukraina tog ursprungligen silver och Marija Grabovetskaja från Kazakstan tog brons men de diskvalificerades båda under 2016 efter att ha testats positivt för turinabol. Ele Opeloge som ursprungligen slutade fyra tilldelades därefter silvermedaljen.

## Medaljer
| Guld | Silver | Brons | Totalt antal medaljer |
| ---- | ------ | ----- | --------------------- |
| 0    | 1      | 0     | 1                     |

### Medaljer efter sommarspel
| Spel                | Idrottare        | Guld | Silver | Brons | Totalt | Placering |
| Los Angeles 1984    | 8                | 0    | 0      | 0     | 0      | –         |
| Seoul 1988          | 11               | 0    | 0      | 0     | 0      | –         |
| Barcelona 1992      | 5                | 0    | 0      | 0     | 0      | –         |
| Atlanta 1996        | 5                | 0    | 0      | 0     | 0      | –         |
| Sydney 2000         | 5                | 0    | 0      | 0     | 0      | –         |
| Aten 2004           | 3                | 0    | 0      | 0     | 0      | –         |
| Peking 2008         | 6                | 0    | 1      | 0     | 1      | 70        |
| London 2012         | 8                | 0    | 0      | 0     | 0      | –         |
| Rio de Janeiro 2016 | 8                | 0    | 0      | 0     | 0      | –         |
| Tokyo 2020          | 8                | 0    | 0      | 0     | 0      | –         |
| Paris 2024          | 24               | 0    | 0      | 0     | 0      | –         |
| Los Angeles 2028    | framtida tävling |      |        |       |        |           |
| Brisbane 2032       | framtida tävling |      |        |       |        |           |
| Totalt              | Totalt           | 0    | 1      | 0     | 1      | 137       |

### Medaljer efter sport
| Sport            | Guld | Silver | Brons | Totalt |
| Tyngdlyftning    | 0    | 1      | 0     | 1      |
| Totalt (1 sport) | 0    | 1      | 0     | 1      |

## Lista över medaljörer
| Medalj | Namn        | Spel        | Sport         | Gren            |
| ------ | ----------- | ----------- | ------------- | --------------- |
| Silver | Ele Opeloge | Peking 2008 | Tyngdlyftning | Damernas +75 kg |